# Arturo Ardao
Arturo Ardao (Lavalleja, 27 de setembre de 1912 - Montevideo, 22 de setembre de 2003) fou un assagista, filòsof i historiador de les idees uruguaià.
Arturo Ardao va estudiar a la Universitat de la República, Uruguai, i es va graduar com a doctor en Dret i Ciències Socials. Va continuar vinculat amb aquesta universitat i es va dedicar a la filosofia, obrint-ne un nou camp d'estudi de la història de les idees.
Va integrar el Consell Directiu Central de la Universitat de la República. Va ser director de l'Institut de Filosofia, i posteriorment degà de la facultat d'Humanitats i Ciències de l'Educació.
Va publicar la seva primera obra el 1937, Vida de Basilio Araújo, l'autoria de la qual és compartida amb el mestre Julio Castro, prologat per Carlos Quijano. Al seu costat va participar el 1939 de la fundació del setmanari Marcha. També va integrar la delegació de l'Uruguai a l'Assemblea de la UNESCO (París, 1958) i la delegació de la Universitat de la República per conveni amb UNESCO (París, 1967).
Amb la dictadura militar uruguaiana (1972-1985), es va exiliar uns anys a Veneçuela, on va seguir la seva tasca acadèmica com a professor a la Universitat Simón Bolívar de Caracas. A més a més, en el Centre d'Estudis Llatinoamericans Rómulo Gallegos va participar com a investigador.
Les dues principals característiques de la seva tasca intel·lectual són l'estudi dels temes del pensament en llengua castellana, a l'Uruguai i a Llatinoamèrica; i d'altra banda el desenvolupament del seu propi pensament filosòfic, especialment en antropologia filosòfica. Va rebre com a reconeixement un títol de Doctor Honoris Causa de la Universitat de la República, i el Morosoli de Oro que atorga la fundació Lolita Ruibal el 1995.

## Obres principals
- Vida de Basilio Araújo, en coautoria amb Julio Castro, Montevideo, Uruguai, 1937.
- Filosofía pre-universitaria en el Uruguay, Montevideo, 1945.
- Espiritualismo y positivismo, Mèxic, 1950.
- La filosofía del Uruguay del siglo XX, Mèxic, 1956.
- Racionalismo y liberalismo en el Uruguay, Montevideo, 1962.
- La filosofía polémica de Feijóo, Buenos Aires, 1962.
- Filosofía en lengua española. Montevideo, 1963.
- Etapas de la inteligencia uruguaya, Montevideo, 1971.
- Espacio e Inteligencia, Caracas, 1976.
- Génesis de la idea y el nombre de América Latina, Caracas, 1980
- La inteligencia latinoamericana, Montevideo, 1991.
- España en el origen del nombre América Latina, Montevideo, 1992.
- Lógica y metafísica en Feijóo, Montevideo, 1997.
- La lógica de la razón y la lógica de la inteligencia, Montevideo, 2000.